# Maytenus longipes
Maytenus longipes är en benvedsväxtart som beskrevs av John Isaac Briquet. Maytenus longipes ingår i släktet Maytenus och familjen Celastraceae. Inga underarter finns listade.